# 강소리
강소리 (1979년 2월 9일 ~ )는 대한민국의 가수이다.

## 학력
- 청주여자상업고등학교 졸업
- 충청대학교 졸업

## 경력
- 2010년 제천국제한방바이오엑스포 홍보대사
- 2016년 대한장애인역도연맹 홍보대사
- 2017년 구리농수산물도매시장 홍보대사
- 2021년 대한파크골프협회 홍보대사

## 데뷔
- 2012년 싱글 앨범 "사랑 도둑"

## 음반
- 2010년 책임져(오지예)
- 2011년 Dance Hall(할로)
- 2012년 사랑도둑
- 2014년 최고짱
- 2015년 하와이 부르스
- 2016년 사는 게 좋다(가화만사성 OST)
- 2016년 최신곡 트로트 성인가요 메들리 애창곡
- 2017년 단 둘이야
- 2018년 미워도 사랑해
- 2020년 사랑도둑(EDM ver.)
- 2021년 울렁울렁
- 2023년 꽃다워

## 수상
- 2012년 제19회 대한민국 연예예술상 성인가요 신인상
- 2012년 위대한 한국인 100인 대상 여자신인가수상
- 2012년 대한민국스타대상 성인가요 신인상
- 2013년 아시아 모델 시상식 신인여자가수상
- 2014년 제8회 가요작가의 날 인기가수상

## 가족 관계
- 사촌 여동생 : 늘해랑(1989년 10월 13일 ~ )